# Прауде Роберт Володимирович
Роберт Володимирович Прауде (26 травня 1922, місто Харків — ?) — латвійський радянський державний діяч, 1-й заступник голови Ради міністрів Латвійської РСР, міністр торгівлі та міністр фінансів Латвійської РСР. Член ЦК Комуністичної партії Латвії. Депутат Верховної Ради Латвійської РСР 6—11-го скликань.

## Життєпис
Народився в родині вихідця із Латвії.
З липня 1940 до лютого 1947 року — у Червоній армії. У 1940 році був курсантом військової школи авіамеханіків, потім служив у 138-му швидкісному бомбардувальному авіаційному полку, в 270-х авіаційно-ремонтних майстернях 16-ї повітряної армії. Учасник німецько-радянської війни.
Член ВКП(б) з 1944 року.
У 1947—1959 роках — інспектор, старший інспектор, начальник відділу, керуючий Комунального банку Латвійської РСР. У 1959—1963 роках — заступник керуючого Латвійської республіканської контори Державного банку СРСР.
Закінчив Всесоюзний заочний фінансовий інститут.
4 лютого 1963 — 3 березня 1977 року — міністр торгівлі Латвійської РСР.
3 березня 1977 — 1 червня 1981 року — міністр фінансів Латвійської РСР.
1 червня 1981 — 12 січня 1984 року — заступник голови Ради міністрів Латвійської РСР.
12 січня 1984 — 27 грудня 1988 року — 1-й заступник голови Ради міністрів Латвійської РСР.
З грудня 1988 року — персональний пенсіонер.

## Звання
- підполковник

## Нагороди
- орден Вітчизняної війни ІІ ст. (6.04.1985)
- ордени
- медаль «За оборону Сталінграда»
- медаль «За трудову відзнаку» (27.02.1959)
- медалі
- Почесна грамота Президії Верховної ради Латвійської РСР (1950)
- Заслужений працівник торгівлі і громадського харчування Латвійської РСР